# Brookesia tedi
Espèce
Brookesia tedi est une espèce de reptiles de la famille des Chamaeleonidae.

## Répartition
| \| {{{4}}} \| Observation répertoriée de Calumma uetzi. |
| {{{4}}}                                                 |

L'espèce est endémique du nord-est de Madagascar,.

## Description

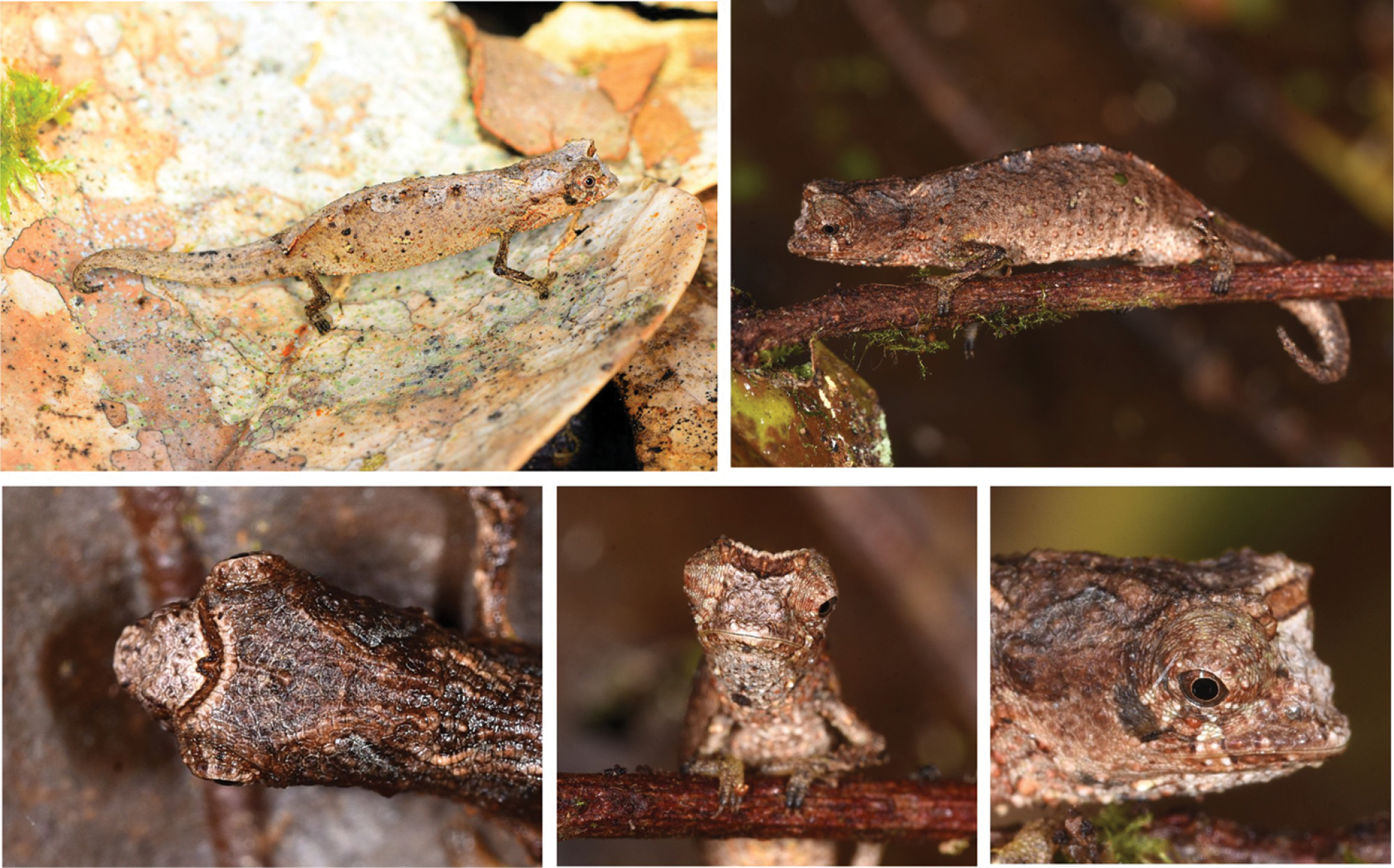
Corps entier et tête sous différents angles.

Cette espèce a été assignée au genre Brookesia sur la base de la petite taille de son corps, de sa queue courte, des crêtes sur sa tête et de ses épines sur son dos,. 

## Étymologie
L'épithète spécifique tedi est un hommage à Ted Townsend, en reconnaissance de ses importantes contributions à la phylogénétique et à la systématique des squamates, des caméléons, et du genre Brookesia en particulier,.

## Publication originale
- (en) Mark David Scherz, Jörn Köhler, Andolalao Rakotoarison, Frank Glaw et Miguel Vences, « A new dwarf chameleon, genus Brookesia, from the Marojejy massif in northern Madagascar », Zoosystematics and Evolution, Pensoft Publishers (d), vol. 95, no 1,‎ 6 mars 2019, p. 95-106 (ISSN 1860-0743 et 1435-1935, OCLC 256010449, DOI 10.3897/ZSE.95.32818).